# Kagaya Yutaka
Kagaya Yukata, hay còn được biết đến với cái tên KAGAYA (カガヤ), sinh năm 1968 tại Saitama, phía Bắc Tokyo; là một họa sĩ nổi tiếng với trong lĩnh vực vẽ tranh kĩ thuật số.
Phong cách của Kagaya rất dễ nhận ra với những bức tranh được chăm chút công phu tỉ mỉ đến từng chi tiết và màu sắc lộng lẫy tuyệt vời. Tuổi thơ của ông luôn gắn liền với bầu trời đầy sao. Đó cũng chính là cảm hứng bất tận cho những sáng tác của ông và ông chưa bao giờ ngừng vẽ về chúng. Chủ đề yêu thích của Kagaya trong các sáng tác luôn là những vì sao và những vùng đất thần thoại. Kagaya cũng rất thích màu xanh, và sử dụng nó rất thường xuyên.
Kagaya nổi tiếng ở Bắc Mỹ hơn là Nhật Bản, lý do chủ yếu là vì những tác phẩm của ông mang phong cách phương Tây. Ông chỉ sử dụng các phụ nữ phương Tây làm người mẫu vì họ cao hơn phụ nữ Nhật Bản.
Kagaya cùng với nhà thơ, nhà viết truyện Kenji Miyazawa đã cho phát hành một DVD "Chuyến tàu Ngân Hà" 銀河鉄道の夜 (Fantasy Railroad in the Stars) vào 23 tháng 2 năm 2007. Câu truyện kể về một cậu bé nằm mơ đi trên một chuyến tàu khám phá dải Ngân Hà. Người dẫn truyện là Kuwashima Houko, một seiyu nổi tiếng Nhật Bản.
Bốn siêu phẩm nổi tiếng của ông là: "Khám phá thiên đường" (Celestial Exploring), "Chuyến tàu Ngân Hà" (Fantasy Railroad in the Stars), "Cung Hoàng đạo" (the Zodiac), và "Chuyện những vì sao" (Starry tales).